# Тврђава Добрун
За остале употребе, погледајте Добрун (вишезначна одредница).
Тврђава Добрун је средњовјековна тврђава смјештена источно од Вишеграда на тешко приступачном гребену који се назива Град, у завоју рјечице Рзав, са десне стране те ријеке, у Републици Српској, БиХ.

## Опис
Имала је три куле распоређене по висинама. Најстарији дио тврђаве су остаци на огранку планине Орлине. Ту је велики замак издужене основе, добро прилагођене терену, са главном правоугаоном кулом окренутом према сјеверу. Бедеми су над литицама. Прилаз је са југозападне, а капија са западне стране. Испод замка касније су дограђивани бедеми којима је тврђава проширивана.

## Историја
Добрун је био у посједу властеле Павловићи. Испод тврђаве било је развијено подграђе. Добрун се спомиње 1421. године као мјесто у коме је курир требало да нађе дубровачког трговца (лат. in loco dicto Dobrun). Подграђе Поддобрун се спомиње у више наврата. Почетком новембра 1429. године Вукашин Обрићијевић из Поддобруна се задужује код Томаша Добрића Налића на износ од 17 дуката. Под османским влашћу 1469. године тврђава Добрун је регистрирана у вилајету Павли. У подграђу је саграђен манастир Крушево (касније назван Добрун по добрунској тврђави).